# بروکس برادرز
بروکس برادرز (انگلیسی: Brooks Brothers) شرکت پوشاک آمریکایی است، که در سال ۱۸۱۸ تأسیس شد.